# Via lucis (Comenius)

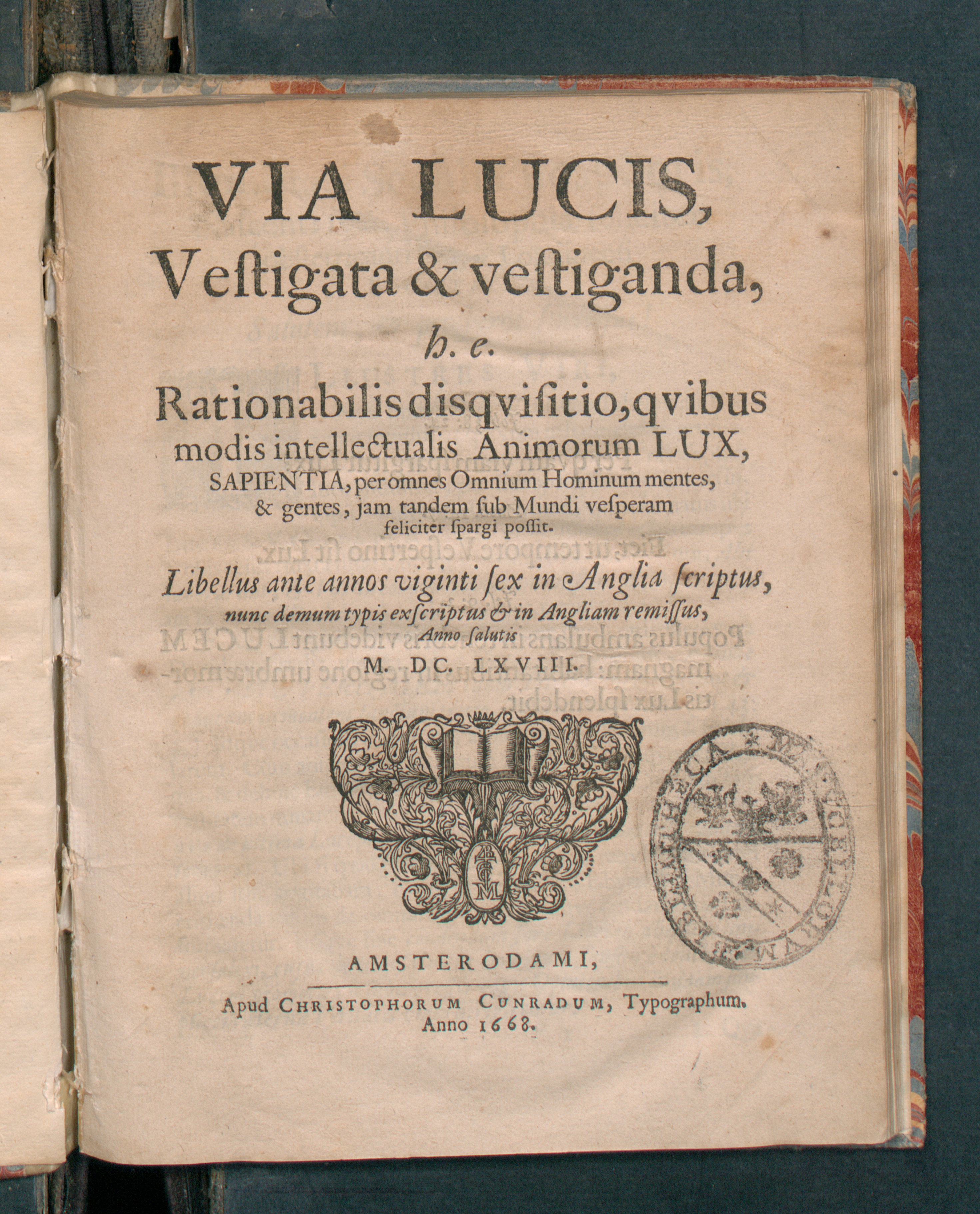
Titelblatt der ersten Ausgabe, Amsterdam 1668

Via lucis (deutsch: Der Weg des Lichtes) ist eine kurze Darstellung der Pansophie, die Johann Amos Comenius während seines Aufenthaltes in London in den Jahren 1641 – 1642 verfasst hat. Er hat hier seine Vorschläge zu Allverbesserung (Panorthosia) der Menschheit zusammengefasst, die er später ausführlich in dem (unvollendeten) Werk De rerum humanarum emendatione consultatio catholica dargestellt hat.
Den Inhalt seiner 22 Kapitel umfassenden Schrift fasst Comenius im langen Untertitel der ersten gedruckten Ausgabe (Amsterdam, 1668) zusammen:
„DER WEG DES LICHTES. Teils schon ausfindig gemacht, teils noch ausfindig zu machen,

d. h. Eine vernunftgemäße Untersuchung darüber, auf welche Weise das geistige LICHT der Seelen, die WEISHEIT, nun endlich, zur Abendzeit der Welt, über den Geist aller Menschen und aller Völkerschaften erfolgreich verbreitet werden kann.

Ein Büchlein, vor sechsundzwanzig Jahren in England geschrieben, jetzt gedruckt und nach England zurückgeschickt. Im Jahre des Heils MDCLXVIII.“

## Entstehung
Im Jahr 1641 unternahm Comenius eine Vortragsreise nach England. Er wurde von einer Gruppe englischer Gelehrter um Samuel Hartlib eingeladen, um seine pansophischen Gedanken zu diskutieren. Während dieses etwa 9-monatigen Aufenthaltes in London schrieb er in Lateinisch die Via lucis. Gedruckt wurde das Werk erst 1668 in Amsterdam. Den Anstoß für die Veröffentlichung gab Comenius die Gründung der Royal Society in London im Jahr 1660. Im ausführlichen Vorwort begrüßt Comenius die Tätigkeit der Gesellschaft, warnt aber vor einer einseitigen mathematisch-naturwissenschaftlichen Orientierung. Comenius widmete das Buch der Royal Society und sande nach London 4 Exemplare.
Das Buch wurde erst im 20. Jahrhundert in andere Sprachen übersetzt: in Tschechisch von Josef Šmaha (Prag, 1920), in Englisch von E.T. Campagnac (London, 1938), in Holländisch (Amsterdam, 1992), in Deutsch von Uwe Voigt (Hamburg, 1997).

## Inhalt
Nur das Licht der Weisheit, nur die Erleuchtung der gesamten Menschheit durch Bildung, Erziehung und Aufklärung, kann das sittliche Elend der Welt, Unwissenheit, Verwirrung und Krieg überwinden. Die Menschen als Mitarbeiter Gottes sind aufgefordert nach diesem Licht zu streben, an der Verbesserung der kirchlichen und politischen Ordnung zu arbeiten, und so die Ankunft eines gerechten und vollkommenen Zeitalters, des Königreichs Christi, vorzubereiten.
Zu dieser Erleuchtung der Welt bietet Comenius den Weg der Pansophie an (Allwissen oder Allweisheit), der sich alle bisherigen Erfindungen und Entdeckungen, auch die der Seefahrt und des Buchdrucks, zunutze macht. Für den internationalen Austausch muss nach Comenius eine neue Weltsprache verfasst werden, die besser und vielseitiger ist als Latein. An dieser weltumfassenden Reform sollen sich Gelehrte aller Völker beteiligen, ihre Tätigkeit soll ein Collegium des Lichtes (Collegium lucis) mit Sitz in London koordinieren. Mit seiner Pansophie hat Comenius Bacons Überlegungen zu menschlichem Fortschritt durch wissenschaftliche Entwicklung entscheidend weiterentwickelt.
Comenius ist überzeugt, dass die mit Lichte bewaffnete Wahrheit eine unbezwingbare Kraft hat. (Kap. XX, 12) In seiner Vision der zukünftigen gerechten Welt knüpft er an alttestamentliche Verheißungen des künftigen Friedensreiches. Er schreibt: Dann wird auf dem ganzen Erdkreis universaler Friede herrschen. Auf allen Seiten werden die Feindseligkeiten aufgehoben sein, aber auch Gründe dieser Feindseligkeiten, die Uneinigkeiten unter den Menschen. Es wird nämlich nichts geben, worüber sie uneins sind, sobald alle dieselben Wahrheiten klar vor sich sehen. … Die Völker werden ihre Schwerter zu Pflugscharen machen und ihre Spieße zu Sicheln. Es wird kein Volk wider das andere das Schwert erheben, und sie werden hinfort nicht mehr lernen, Krieg zu führen. (Micha 4,3 ) (Jesaja 2,4 ) Ein jeder wird unter seinem Weinstock und Feigenbaum wohnen, und niemand wird sie schrecken. (Micha 4,4 ) (Kap. XX, 13)